# Максимча Іван Васильович
Іван Васильович Максимча (14 жовтня 1922 — 26 квітня 1985) — радянський військовий льотчик періоду Другої світової війни. Герой Радянського Союзу (1945).

## Біографія
Народився 14 жовтня 1922 року у Ніколаєвка (нині Міякинський район Башкортостану РФ) у селянській родині. Білорус. Закінчив 9 класів і Уфимський аероклуб.
У РСЧА з 1941 року. В 1943 році закінчив Тамбовську військову авіаційну школу пілотів. З травня того ж року у діючій армії на фронтах німецько-радянської війни.
Командир ескадрильї 810-го штурмового авіаційного полку (225-та штурмова авіаційна дивізія, 15-а повітряна армія, 2-й Прибалтійський фронт) комсомолець капітан Максимча до січня 1945 року здійснив 104 бойових вильотів на літаку Іл-2 на штурм скупчень живої сили і техніки противника.
Після війни з 1946 року майор Максимча вийшов у запас. Жив в Уфі. Був диспетчером аеропорту, пізніше в республіканському штабі Цивільної оборони.
Помер 26 квітня 1985 року.

## Звання та нагороди
18 серпня 1945 року І. В. Максимчі присвоєно звання Героя Радянського Союзу.
Також нагороджений:
- орденом Леніна
- 3-ма орденами Червоного Прапора
- орденом Олександра Невського
- 2-ма орденами Вітчизняної війни 1 ступеня
- орденом Червоної Зірки
- медалями